# Hyrax Hill
Hyrax Hill est un site préhistorique près de Nakuru, au Kenya. C'est un éperon rocheux d'un demi-kilomètre de long, qui culmine à 1 900 mètres. Le site est découvert en 1926 par Louis Leakey à l'occasion des fouilles du site funéraire de Nakuru. Mary Leakey dirige les premières excavations d'importance entre 1937 et 1938. Il y a deux sites à Hyrax Hill ; l'un fut occupé durant le Néolithique pastoral et aux débuts de l'âge du fer tandis que le second le fut par les Sirikwa plus tard durant ce même âge du fer.
Hyrax Hill tire son nom de l'hyrax, ou « daman », un petit mammifère vivant dans des habitats rocheux. On le trouvait en nombre dans les fissures rocheuses de l'endroit, mais sa population a fortement décru du fait de l'urbanisation rapide des environs.
Le site est protégé en tant que « monument national » depuis 1943 ; il abrite un musée.

## Historique des fouilles
Louis Leakey découvre des restes de peuplement préhistorique à Hyrax Hill en 1926 alors qu'il explore le site funéraire de Nakuru. Il ne commence pas de fouilles car, sur le moment, il pense que le site est récent et il est occupé par sa mission à Nakuru. Il retourne sur place en 1937 avec son épouse, Mary. Cette dernière met au jour et nomme les sites 1 et 2 entre 1937 et 1938. À cette époque, la méthode utilisant le carbone 14 n'est pas inventée et la datation des sites est difficile. Leakey décrit, à tort, les « trous sirikwa » comme un site antérieur à l'âge du fer avec des « habitations dans des fosses ». Des fouilles ne sont entreprises à nouveau qu'après que la gestion d'Hyrax Hill soit confiée aux Musées nationaux du Kenya en 1965, date à laquelle l'un des trous sirikwa est entièrement fouillé par Ronald J. Clarke à la tête des équipes du musée et les trouvailles exposées au musée.

## Emplacement et environnement
Hyrax Hill est situé près du lac Nakuru. Il y a 5 000 à 6 000 ans, ce qui correspond à l'occupation du site 1, un climat plus humide fait que le niveau du lac est cent mètres plus haut qu'actuellement. Hyrax Hill est à ce moment une péninsule au nord du lac ; ses habitants ont ainsi accès à de l'eau douce et peuvent pêcher. Mary Leakey identifie l'ancienne plage rocheuse et sableuse du lac lors de ses fouilles de 1938. L'occupation précoce du site 1 se situe directement sur cette ancienne plage, et elle peut utiliser cette partie du site pour effectuer une datation relative afin de lui attribuer un âge.
Le niveau du lac commence à baisser il y a 3 500 ans et la région tend à devenir une savane herbeuse. Cet environnement est adapté au pastoralisme, pratiqué par les Sirikwa, habitants du site 2.

## Archéologie

### Site 1
Le site 1 est la partie d'Hyrax Hill occupée durant le Néolithique et le début de l'âge du fer. Bien que l'occupation du site, il y a 5 000 ans, soit rattachée au Néolithique par Louis et Mary Leakey lors de la première campagne de fouilles, il reste à trouver des preuves de la culture de plantes ou de l'élevage d'animaux au début de l'occupation du site 1. La partie du site, deux cents ans plus récente, qui correspond à l'âge du fer, consiste en plusieurs enclos en pierre et un grand amas coquillier. Directement en dessous, on trouve un cimetière néolithique. Ce dernier est composé de plusieurs tumulus bas faits de blocs de pierre. Beaucoup des personnes enterrées là sont démembrées.
Les habitants de l'époque confectionnent des bols en pierre qu'on retrouve en grand nombre dans les sépultures des femmes du cimetière néolithique (à l'instar d'autres sites de la région). Les bols sont ronds ou oblongs, très peu profonds, confectionnés dans une pierre locale aisément trouvable. Ces bols sont très représentatifs des sites de la vallée du Grand Rift et les archéologues créent le terme de « culture des bols en pierre » pour qualifier la culture correspondante. Le terme n'est plus utilisé de nos jours, supplanté par celui de Néolithique pastoral de savane, une culture due probablement, selon Christopher Ehret, aux premiers occupants locuteurs de langues couchitiques arrivés dans la région. Au Kenya, le terme englobant de Néolithique pastoral renvoie aux sites archéologiques contenant des artefacts lithiques du Later Stone Age durant lequel prédominent l'élevage animal et les récipients en céramique.
Des céramiques du type nommé Nderit ware sont trouvées sur le site 1. Ce sont des récipients arrondis à la surface marquée par des empreintes en forme de coins, qu'on trouve fréquemment dans les sites néolithiques d'Afrique orientale ; ils ressemblent à des paniers.

### Site 2
Le site 2 se situe sur le côté nord-ouest de la colline, à l'opposé du site 1. Il est occupé plus tôt à l'âge du fer que le site 1. Les datations au carbone 14 montrent une occupation entre le douzième et le quinzième siècles par les Sirikwa, un groupe d'éleveurs pastoralistes qui creusent une série de treize cuvettes dans le sol à côté desquelles se trouvent des monticules sableux. Ces cuvettes, les « trous sirikwa », sont des enclos destinés au bétail et les monticules adjacents sont des amoncellements d'excréments et de déchets extraits des enclos. Des restes de  bovins, de chèvres et de moutons ont été trouvés, la plupart montrant les marques d'une utilisation par les humains. Les fouilles de John Sutton en 1985 mettent au jour une mandibule équine, probablement celle d'un âne. Les fouilles de 1990 permettent d'identifier les bovins comme étant probablement des zébus. Des analyses ultérieures montrent que les femelles n'étaient sacrifiées qu'après avoir dépassé l'âge auquel elles pouvaient véler (âge de la lactation), ce qui montre l'accent mis sur la production de lait. Les fouilles permettent aussi de mettre au jour les restes d'un chien domestique, le premier trouvé sur un site sirikwa. Les marques de morsures de carnivores trouvées sur les os sont peut-être dues aux chiens.

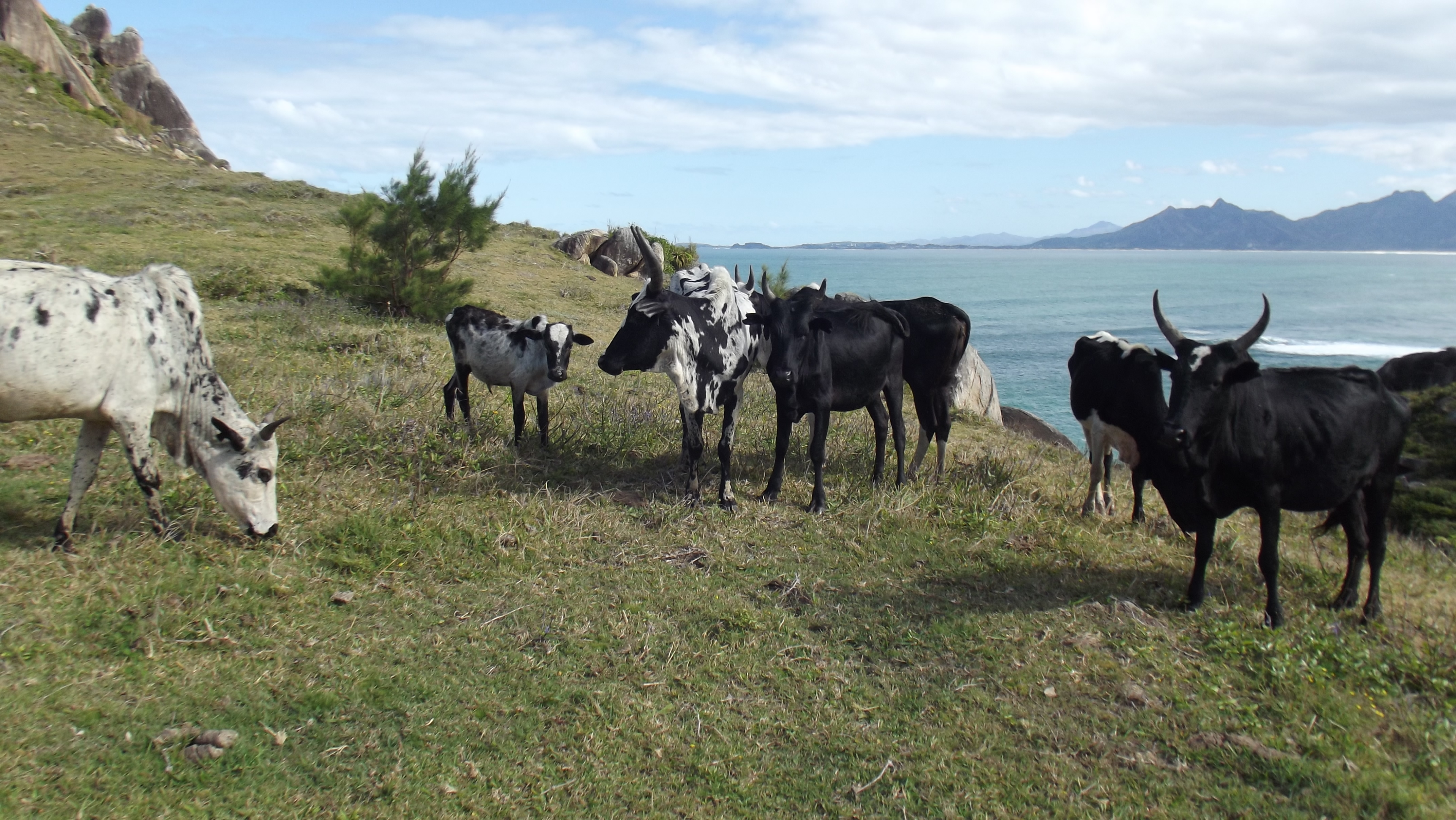
Troupeau de zébus, similaires à ceux élevés par les Sirikwa.

Le site 2 est incorrectement identifié comme datant de la fin du Néolithique lorsqu'il est découvert, Mary Leakey l'associe à la culture « Gumban B », identifiée par son mari lors de fouilles précédentes dans la région. Peu de sites de l'âge du fer avaient été trouvés à l'époque et Mary Leakey n'avait pas de moyen fiable pour dater celui-ci. Il y avait peu d'artefacts en fer dans le site 2, ce qui a brouillé encore un peu plus l'attribution de son âge. Des éclats épars d'obsidienne ont été trouvés dans le site, sans qu'on puisse les attribuer aux habitants du site 2 ou aux premiers habitants du site 1.
Les poteries du site 2 sont de type Lanet ware et datent de l'âge du fer. Il s'agit de grands récipients aux bords simples et aux fonds arrondis, avec des décorations faites par impression de cordelettes sur l'argile crue, parfois munis de petits becs et de poignées arrondies. La finition de type « papier de verre » est caractéristique ; quelques récipients sont faits de barbotine rouge.

### Autres zones archéologiques
D'autres restes archéologiques ont été trouvés sur la colline en dehors des sites 1 et 2. Au sommet, il y a une zone dégagée, peut-être créée par les habitants des sites 1 ou 2. Mary Leakey décrit l'endroit comme pouvant avoir été un cercle de pierre ou un fortin.
Deux plateaux de bao sont creusés dans la roche sur le versant nord de la colline. L'un n'est que partiellement préservé mais les deux sont des versions à deux rangs (plutôt qu'à quatre rangs). Ils sont associés au site 2.

## Nomenclature Gumban
En explorant des sites archéologiques au Kenya, Louis Leakey identifie plusieurs sites remontant au Néolithique. Il les nomme « Gumban », d'après un petit habitant des forêts de la mythologie kikuyu. Par la suite, il scinde la catégorie en deux, « Gumban A » et « Gumban B ». Il ne veut pas insinuer que les Gumban sont les créateurs des sites mais faire allusion, d'une manière générale, à une culture antérieure à celle des habitants actuels de la région. Il utilise ce terme lorsqu'il dégage le site funéraire proche de Kanuru, et Mary Leakey suit cet usage lorsqu'elle fouille Hyrax Hill. Le terme n'est désormais plus usité, du fait de sa nature potentiellement fallacieuse. « Gumban B » est à l'origine identifié comme une culture néolithique, mais il a souvent été utilisé à tort pour faire référence à des sites maintenant correctement attribués à la période de l'âge du fer. Il n'y avait pas de moyen fiable de dater les sites à l'époque, et Louis Leakey a inclus des tessons de poterie de l'âge de fer dans les artefacts « Gumban B » du site funéraire de Nakuru qui date en fait d'avant l'âge du fer. Ainsi, des sites de l'âge du fer comme le site 2 ont été associés au « Gumban B » du Néolithique jusqu'à ce qu'une chronologie plus claire de la région soit établie. Les céramiques connues auparavant comme relevant du « Gumban A » relèvent de nos jours du type Nderit ware et celles associées au « Gumban B » sont désormais rattachées au type Lanet ware. Nderit et Lanet sont les localités-type où les céramiques afférentes ont été identifiées pour la première fois,.